# Luperosaurus kubli
Luperosaurus kubli är en ödleart som beskrevs av  Walter Varian Brown DIESMOS och DUYA 2007. Luperosaurus kubli ingår i släktet Luperosaurus och familjen geckoödlor. IUCN kategoriserar arten globalt som otillräckligt studerad. Inga underarter finns listade i Catalogue of Life.